# Florin Salvisberg
Florin Salvisberg (* 26. September 1990) ist ein ehemaliger Schweizer Triathlet und U23-Europameister Triathlon (2013).

## Werdegang
Florin Salvisberg war seit 1999 im Triathlon aktiv und auch seine drei Brüder Lukas (* 1987), Andrea Nicolas (* 1989) und Fabian sind heute aktive Triathleten im Schweizer Team. Seine Mutter Renata Salvisberg (* 1959) ist ebenso als Triathletin aktiv und konnte sich schon wiederholt für einen Startplatz beim Ironman Hawaii qualifizieren.
Florin Salvisberg war Mitglied im Swiss Triathlon Team Olympic Distance 2011 – gemeinsam mit seinen beiden Brüdern Lukas und Andrea Nicolas. Im Juni 2013 wurde er im niederländischen Holten U23-Europameister Triathlon.
Im September 2020 wurde er Schweizermeister Triathlon auf der Supersprint-DIstanz (400 m Schwimmen, 10 km Radfahren und 2,5 km Laufen). Er lebt in Rüegsauschachen.
Bei seinem ersten Start auf der Triathlon-Mitteldistanz (1,9 km Schwimmen, 90 km Radfahren und 21 km Laufen) belegte der 31-Jährige im Mai 2022 bei der Challenge Riccione den dritten Rang.
Seit 2022 tritt Florin Salvisberg nicht mehr international in Erscheinung.
Er ist heute als Fachspezialist Führungssupport und Ausbildung Markt-Management tätig.

## Sportliche Erfolge
| Datum/Jahr    | Rang | Wettbewerb                                     | Austragungsort | Zeit     | Bemerkung                                                                                |
| ------------- | ---- | ---------------------------------------------- | -------------- | -------- | ---------------------------------------------------------------------------------------- |
| 19. Juni 2021 | 8    | ETU Sprint Triathlon European Championships    | Kitzbühel      | 00:32:35 | ETU-Europameisterschaft Triathlon Sprintdistanz                                          |
| 10. Okt. 2020 | 13   | ITU Triathlon World Cup                        | Arzachena      |          | 1:04 Minuten hinter dem amtierenden Weltmeister Vincent Luis                             |
| 27. Sep. 2020 | 1    | Schweizer Meisterschaft Triathlon Supersprint  | Sursee         | 01:49:52 | Schweizermeister Triathlon Supersprint                                                   |
| 3. Nov. 2019  | 2    | ITU Triathlon World Cup                        | Lima           | 00:52:32 |                                                                                          |
| 26. Juni 2016 | 7    | ETU Sprint Triathlon European Championships    | Châteauroux    | 00:52:24 | Europameisterschaft auf der Sprintdistanz                                                |
| 17. Apr. 2016 | 3    | Internationaler Triathlon Wallisellen          | Wallisellen    | 00:45:52 | Dritter im Pro League Race der Männer (600 m Schwimmen, 15 km Radfahren und 4 km Laufen) |
| 3. Mai 2015   | 31   | ETU Triathlon European Cup                     | Antalya        | 01:49:50 |                                                                                          |
| 29. Juni 2013 | 1    | ETU Triathlon European Championship U23        | Rijssen-Holten | 01:49:52 | U23-Europameister Triathlon                                                              |
| 8. Juni 2013  | 2    | Zytturm-Triathlon                              | Zug            | 00:44:39 | Schweizer Vizemeister im Sprint-Triathlon                                                |
| 28. Apr. 2013 | 2    | ETU Triathlon European Cup                     | Antalya        | 01:44:58 | Zweiter auf der olympischen Distanz (1,5 km Schwimmen, 40 km Radfahren und 10 km Laufen) |
| 24. Juli 2010 | 1    | Züri Triathlon                                 | Zürich         |          |                                                                                          |
| 2. Juli 2009  | 9    | ETU Triathlon European Championship Junior Men | Rijssen-Holten |          | Triathlon-Junioren-Europameisterin                                                       |

| Datum/Jahr    | Rang | Wettbewerb               | Austragungsort  | Zeit     | Bemerkung                                                                               |
| ------------- | ---- | ------------------------ | --------------- | -------- | --------------------------------------------------------------------------------------- |
| 19. Juni 2022 | 8    | Ironman 70.3 Switzerland | Rapperswil-Jona | 04:01:04 |                                                                                         |
| 1. Mai 2022   | 3    | Challenge Riccione       | Riccione        | 03:40:14 | erster Start auf der Mitteldistanz (1,9 km Schwimmen, 90 km Radfahren und 21 km Laufen) |

(DNF – Did Not Finish)